# Tsubo
Das Tsubo (japanisch 坪) ist ein japanisches Flächenmaß, das auch in Korea (koreanisch 평 RR Pyeong, MCR P’yŏng) und Taiwan (chinesisch 坪, Pinyin Píng) verwendet wird und etwa 3,31 m² entspricht.

## Definition in Japan
Ein Tsubo ist die Fläche eines Quadrats mit einer Kantenlänge von einem Ken. Die Längeneinheit Ken (japanisch 間) wurde 1891 im japanischen Shakkanhō-Maßsystem auf exakt 20/11 Meter festgelegt. Ein Tsubo ist zugleich das Doppelte eines Jō (japanisch 畳), der Standardgröße einer Tatami-Fußbodenmatte.
2 Jō = 1 Tsubo = 1 Ken² = 400/121 m² ≈ 3,30579 m²

## Das Tsubo in Korea: Pyeong
Als Korea unter japanischer Herrschaft stand, wurden auch die japanischen Maßeinheiten in Korea eingeführt. Das Tsubo heißt dort seit der Unabhängigkeit von Japan in der koreanischen Lesung des chinesischen Schriftzeichens Pyeong. Von offizieller koreanischer Seite wird versucht, die Verwendung dieser alten „kolonialen“ Maßeinheiten im offiziellen Geschäftsverkehr zu eliminieren und die Verwendung des metrischen Systems durchzusetzen. Entsprechende gesetzliche Bestimmungen gelten schon seit 1961. Am 1. Juli 2007 trat ein Gesetz in Kraft, das die Verwendung von Pyeong mit bis zu 500.000 Won (damals 540 US$) Strafe bedrohte. Begründet wurde die Maßnahme mit dem potentiell großen Schaden, der bei Umrechnungsfehlern entstehen könne.

## Das Tsubo in Taiwan: Píng
Während Taiwan unter japanischer Herrschaft stand, wurde die Maßeinheit auch hier eingeführt und blieb im gesamten Immobiliensektor eine geläufige Berechnungseinheit.